# جمهورية الصين في الألعاب الأولمبية
جمهورية الصين في الألعاب الأولمبية هو فريق شارك في الألعاب الأولمبية من دورة 1924 إلى دورة 1948، وقد كان يتكون هذا الفريق من جمهورية الصين الشعبية بالإضافة لتايوان ولم يتمكن هذا الفريق من الفوز بأي ميدالية.